# Trachypithecus barbei
Trachypithecus barbei är en primat i familjen markattartade apor som förekommer i Sydostasien. Populationen betraktades tidvis tillhöra arten Trachypithecus obscurus. Enligt genetiska studier av Geissmann et al. (2004) bör Trachypithecus barbei godkännas som självständig art. Denna taxonomi övertogs av Wilson & Reeder (2005) samt Internationella naturvårdsunionen. Det svenska trivialnamnet Barbes bladapa förekommer för arten.
Djuret förekommer i södra Myanmar och västra Thailand. Utbredningsområdet är bara 10 000 till 12 000 km² stort. Habitatet är inte helt utrett. I regionen förekommer städsegröna skogar och täta ansamlingar av dipterokarpväxter (Dipterocarpaceae). Omvandlingen av dessa landskap till jordbruksmark är ett potentiellt hot. Arten bestånd minskar men antalet individer är okänt. IUCN listar Trachypithecus barbei med kunskapsbrist (DD).
Individerna når en kroppslängd (huvud och bål) av 43 till 60 cm och en svanslängd av 62 till 88 cm. Vikten är 4,6 till 8,7 kg. Arten har svartgrå päls på ryggen och framsidan är lite ljusare grå. Vid den övre läppen finns några vita hår och även vid svansens rot är håren vitaktiga. Kring ögonen förekommer vita ringar och läpparna är violett. Liksom hos andra arter av samma släkte är magsäcken uppdelat i flera kamrar.
Honor föder en unge per kull. Trachypithecus barbei är aktiv på dagen och klättrar främst i träd.